# Castellino di Moncalvo
Castellino di Moncalvo is een plaats (frazione) in de Italiaanse gemeente Moncalvo.